# Arnaud de Cervole
Arnaud de Cervole o Ernault de Cervole o incluso Armand de Cervole o Arnaud de Servolle, (c. 1320 - Gleizé, 25 de mayo de 1366) conocido como el Arcipreste o el Arcipreste de Vélines, fue un lugarteniente general del rey de Francia en Berry y Nivernais, consejero del duque de Borgoña y chambelán de Carlos V, además de uno de los grandes capitanes de la primera fase de la Guerra de los Cien Años (1337-1360) y líder de una de las grandes compañías más relevantes. Es habitual en la historiografía española llamarlo Arnaldo de Cervole.

## Biografía
Arnaud de Cervole nació hacia 1320 en una familia de la burguesía castillonesa. Tonsurado y provisto del arciprestazgo de Vélines en la diócesis de Périgueux, recibió la renta como señor temporal de los derechos útiles de un arciprestazgo. Pero más atraído por la vida militar que por la clerical, fue declarado como clérigo indigno en 1347 y se le retiró el beneficio.
Desde 1351, libró la guerra en Périgord contra los ingleses, especialmente bajo las órdenes del condestable Carlos de España, conde de Angulema (asesinado en 1354). El rey Juan II de Francia le asignó una anualidad de 200 libras como recompensa por su participación en la recuperación de los castillos de Montravel, Sainte-Foy-des-Vignes, Fleix y Guitres. El rey también le cedió el señorío de Châteauneuf-sur-Charente en compensación por la deuda que Arnaud tenía con Carlos de España. El 27 de agosto de 1354, le concedió una carta de remisión, así como a Pierre de Cervole y a otros nueve de sus compañeros que habían ocupado los castillos de Cognac, Jarnac y Merpins-en-Saintonge, habían ejecutado a los 27 soldados de estas guarniciones, robaron luego trigo, vino y telas a los habitantes de Saint-Laurent-de-Cognac.
Arnaud destacó durante la captura de Évreux en 1355, lo que le valió el nombramiento de gobernador y el nombramiento de caballero del propio rey. El 19 de septiembre de 1356, durante la batalla de Poitiers, tuvo el honor de ser campeón y portar los colores del conde de Alençon, Carlos de Valois, demasiado joven para portar armas. Hecho prisionero junto con el rey, rápidamente puede pagar su rescate.
Por matrimonio (1357) se convirtió en señor de Levroux y de la baronía de Graçay y recibió Concressault como regalo del duque de Berry.
Por orden del Delfín, el arcipreste reunió varias compañías de mercenarios para pacificar la Provenza, posesión de su hermano Luis de Anjou. Sus tropas rescataron al Papa en Aviñón. Cruzaron el Ródano el 13 de julio de 1357 y no abandonaron Provenza, en la que había otro sacerdote (Calagaspacum, Galagaspe), hasta octubre de 1358.
Lugarteniente del rey en Nivernais (1359), comete allí graves excesos (saqueo de Nevers), que son sancionados por el Delfín, aunque luego perdonados.
Por su acción contra los Tard-Venus (1361-1362), Carlos V nombró chambelán a Arnaud de Cervole y su hermano, Philippe le Bold, duque de Borgoña, lo tomó a su servicio. En diciembre, el duque dio como segunda esposa a Arnaud, ahora viudo, una rica heredera de Borgoña y se convirtió en padrino en 1363 de su hijo Philippe.
En la batalla de Cocherel, el 16 de mayo de 1364, Arnaud se retiró del campo de batalla alegando que era vasallo del captal de Buch, líder de los anglo-navarros, pero dejó sus tropas a disposición de Du Guesclin. Esto fue muy criticado y Felipe II de Borgoña tuvo que utilizar toda su diplomacia para calmar la ira de su hermano el rey.
En 1365, el duque de Borgoña le pidió que dirigiera grandes compañías en una cruzada contra los turcos en Hungría. La cruzada contó con el apoyo del Papa, que pretendía deshacerse de las compañías que regularmente amenazaban Aviñón, y del emperador Carlos IV, que apoyó así a su sobrino Carlos V. El arcipreste parte con un ejército que no pasa más allá de Estrasburgo, sino que arrasa Lorena, los Vosgos y las orillas del Rin.
A principios de 1366, Arnaud se unió a la cruzada organizada por Amadeo VI, conde de Saboya, para ayudar al emperador Juan Paleólogo que luchaba contra los turcos. El 25 de mayo de 1366, mientras se disponía a cruzar el Saona con sus 40 000 hombres, fue asesinado en Gleizé, cerca de Villefranche, por un escudero de su escolta en condiciones poco claras.
A su muerte, el arcipreste era señor de Châteauneuf-sur-Charente, así como de Concressault y Levroux en Berry.

## Familia
Probablemente sea hermano de otro camionero, Pierre de Cervole, e hijo de un ciudadano de Castillon con un pequeño feudo en Périgord.
En 1357, Arnaud de Cervole se casó con Jeanne de Graçay (-1360), viuda de André (III) de Châteauroux - Chauvigny, señor de Levroux, sin posteridad.
En décembre 1362, se casó con Jeanne de Châteauvillain, una de las herederas más ricas de Borgoña, hija de Jean III, señor de Châteauvillain y de Arc en Barrois, y de Marguerite de Noyers, señora de Villeneuve, de quien:
- Philippe, alguacil de Vitry y chambelán de Carlos VI, casado con Jeanne de Poitiers, hija de Guillaume conocido como el Bastardo de Langres, hijo natural del obispo Guillaume,[10][11]
- Marguerite, que se casó con Jacques de Dinteville en 1385.